# Edgar Iván Solís
Edgar Iván Solís (* 5. März 1987 in Tepatitlán de Morelos, Jalisco), auch bekannt unter dem Spitznamen Tepa, ist ein ehemaliger mexikanischer Fußballspieler, der vorwiegend im Mittelfeld agierte.

## Leben
Solís stammt aus der Nachwuchsabteilung des Club Deportivo Guadalajara, für den er am 28. August 2005 in einem Spiel bei Santos Laguna (0:3) seinen ersten Profieinsatz in der mexikanischen Primera División absolvierte. Nach diesem neunminütigen Einsatz vergingen vier Wochen, ehe Solís sein zweites Spiel absolvieren durfte. An jenem 25. September 2005 gegen San Luis (2:1) bestritt er sein erstes Spiel über die volle Distanz und erzielte zugleich sein erstes Tor zur 2:0-Pausenführung unmittelbar vor der Halbzeit.
In der Clausura 2006 kam er nur zu zwei kurzen Einsätzen gegen Atlas (0:3) und Toluca (0:2). In der darauffolgenden Apertura 2006 kam er zwar überhaupt nicht zum Einsatz, gehörte aber immerhin zum Kader der Meistermannschaft von Chivas, der in jener Spielzeit seinen elften Titelgewinn feierte.
Für die Clausura 2007 wurde Solís an den Querétaro FC ausgeliehen, für den er insgesamt sechsmal zum Einsatz kam, jedoch nur einmal über die volle Distanz von 90 Minuten bei seinem Debüt gegen die Jaguares de Chiapas (0:2) am 27. Januar 2007. Kurios verlief sein zweiter Einsatz am 11. Februar 2007 bei Santos Laguna (0:0), als er in der 60. Minute eingewechselt und bereits 14 Minuten später das Spielfeld nach einer gelb-roten Karte wieder verlassen musste.
In der zweiten Jahreshälfte 2007 spielte er wieder für Chivas, kam in der Liga aber nur zu drei Einsätzen mit einer Gesamtdauer von 116 Minuten. Doch 2008 war er Stammspieler und erzielte in der Clausura 2008 zwei Tore (beim 2:1 in Veracruz sowie beim 4:0-Heimsieg gegen Puebla), wurde aber insgesamt neunmal verwarnt. In der Apertura 2008 setzten sich beide Serien insofern fort, als er erneut Stammspieler (mit insgesamt 14 Einsätzen) war, aber erneut auffällig häufig (achtmal) verwarnt wurde und einmal vom Platz flog. Bei diesem Spiel (3:5 gegen Santos Laguna) am 23. August 2008 erlebte er alle Höhen und Tiefen. Zunächst gelang ihm unmittelbar vor der Pause die 3:2-Führung seiner Mannschaft. Eine Viertelstunde vor Schluss wurde er – beim Stande von 3:3 – vom Platz gestellt und war daher nicht ganz unverantwortlich an der Niederlage seiner Mannschaft. Es war sein letztes Tor in der Primera División, aber nicht sein letzter Platzverweis!
Allein in der Saison 2010/11, in der er für den CF Atlante tätig war, wurde er dreimal des Feldes verwiesen.
Nachdem Solís in den folgenden Jahren von seinem Stammverein Guadalajara an den Lokalrivalen UAG Tecos sowie die beiden großen Rivalen des Clásico Regiomontano, CF Monterrey und UANL Tigres ausgeliehen worden war, wechselte er 2015 zum ersten Mal ins Ausland und spielte für den costa-ricanischen Verein CS Herediano. Weitere Auslandsstationen waren der spanische Verein Real Burgos, der nicaraguanische Verein Real Estelí sowie der salvadorianische Verein Once Deportivo FC, bei dem er seine aktive Laufbahn beendete.

## Erfolge
- Mexikanischer Meister: Apertura 2006